# João Silva (triathlonista)
João Silva (ur. 14 maja 1989 w Benedicie) – portugalski triathlonista.
Debiut na arenach triathlonowych zaliczył w 2005. Rok później wywalczył brązowy medal w Mistrzostwach Europy Juniorów. W 2010 roku wygrał zawody z rangi Pucharu Świata w Monterrey. Mistrz Kraju U-23 w 2010. W klasyfikacji generalnej Mistrzostw Świata w 2010 zajął 5. miejsce.